# Дукор, Яков Аронович
Яков Аронович Дукор (1906—1951) — советский кинорежиссёр и сценарист.

## Биография
В 1930—1940-х годах работал на киностудиях Армении — Ереванской киностудии (Арменкино). Режиссёр и сценарист известных исторических фильмов 1930-х годов: «Зангезур» и «Давид-Бек».
Похоронен на Донском кладбище.

## Фильмография

### Сценарист
- 1938 — Севанские рыбаки
- 1938 — Зангезур[2]
- 1941 — Будьте готовы
- 1943 — Давид-Бек[3]

### Режиссёр
- 1938 — Севанские рыбаки
- 1938 — Зангезур